# Miletus damoga
Miletus damoga är en fjärilsart som beskrevs av Alan Charles Cassidy 1988?. Miletus damoga ingår i släktet Miletus och familjen juvelvingar. Inga underarter finns listade i Catalogue of Life.